# Mikaela Strömberg
Anna Mikaela Strömberg, perioden 1997–2009 Sundström, född 5 juli 1971 i Lappträsk, är en finländsk författare. 
Strömberg blev juris kandidat 1998 och gjorde en uppmärksammad debut med romanen Dessa himlar kring oss städs (1999), som nominerades till Finlandiapriset. Ett personligt språk med överraskande infallsvinklar präglar också Till alla hästar och till vissa flickor (2004). Hon låter sina berättelser ta avstamp i landsbygdsmiljö och väver in dialektala inslag. Men hennes sätt att skriva är modernistiskt, där fragment av minnen och drömmar bygger upp hela livsmönster. Förälskelse och naturmagi bor i hennes värld granne med smärta och död. Därefter har hon gett ut ytterligare två romaner, två barnböcker med illustrationer av Linda Bondestam samt medverkat i antologier och gjort dramatiseringar för scenen: 2010 satte hon upp sin farfars fars, Sigge Strömbergs roman Brudvalet på Lurens sommarteater i Pernå. Hon valdes till ordförande för Finlands svenska författareförening 2007. Hon tilldelades Akademiska bokhandelns debutantpris och Svenska litteratursällskapets litteraturpris 2000 samt Längmanska kulturfondens Finlandspris till finlandssvenska författare 2016. Romanen Sophie (2015) nominerades till Runebergspriset år 2016 och för romanen Rågången tilldelades hon Svenska litteratursällskapets litteraturpris 2023.